# Levi Casey
Levi Casey (Estados Unidos, 19 de octubre de 1904-1 de abril de 1983) fue un atleta estadounidense, especialista en la prueba de triple salto en la que llegó a ser subcampeón olímpico en 1928.

## Carrera deportiva
En los JJ. OO. de Ámsterdam 1928 ganó la medalla de plata en el triple salto, llegando hasta los 15.17 metros, tras el japonés Mikio Oda (oro con 15.21 m) y por delante del finlandés Vilho Tuulos (bronce con 15.11 m).